# Olha Zhóvnir
Olha Bohdánivna Zhóvnir –en ucraniano, Ольга Богданівна Жовнір– (Ostroh, 8 de junio de 1989) es una deportista ucraniana que compitió en esgrima, especialista en la modalidad de sable.
Participó en los Juegos Olímpicos de Pekín 2008, obteniendo una medalla de oro en la prueba por equipos (junto con Olha Jarlan, Olena Jomrova y Halyna Pundyk). En los Juegos Europeos de Bakú 2015 obtuvo una medalla de oro en la prueba por equipos.
Ganó 5 medallas en el Campeonato Mundial de Esgrima entre los años 2009 y 2014, y 5 medallas en el Campeonato Europeo de Esgrima entre los años 2009 y 2014.

## Palmarés internacional
| Juegos Olímpicos   | Juegos Olímpicos        | Juegos Olímpicos  | Juegos Olímpicos  |
| Año                | Lugar                   | Medalla           | Prueba            |
| ------------------ | ----------------------- | ----------------- | ----------------- |
| 2008               | Pekín (China)           | Medalla de oro    | Sable por equipos |
| Campeonato Mundial |                         |                   |                   |
| Año                | Lugar                   | Medalla           | Prueba            |
| 2009               | Antalya (Turquía)       | Medalla de oro    | Sable por equipos |
| 2010               | París (Francia)         | Medalla de plata  | Sable por equipos |
| 2011               | Catania (Italia)        | Medalla de plata  | Sable por equipos |
| 2012               | Kiev (Ucrania)          | Medalla de plata  | Sable por equipos |
| 2014               | Kazán (Rusia)           | Medalla de bronce | Sable por equipos |
| Juegos Europeos    |                         |                   |                   |
| Año                | Lugar                   | Medalla           | Prueba            |
| 2015               | Bakú (Azerbaiyán)       | Medalla de oro    | Sable por equipos |
| Campeonato Europeo |                         |                   |                   |
| Año                | Lugar                   | Medalla           | Prueba            |
| 2009               | Plovdiv (Bulgaria)      | Medalla de oro    | Sable por equipos |
| 2010               | Leipzig (Alemania)      | Medalla de oro    | Sable por equipos |
| 2011               | Sheffield (Reino Unido) | Medalla de plata  | Sable por equipos |
| 2012               | Legnano (Italia)        | Medalla de plata  | Sable por equipos |
| 2014               | Estrasburgo (Francia)   | Medalla de bronce | Sable por equipos |